# 3048 Guangzhou
3048 Guangzhou este un asteroid din centura principală, descoperit pe 8 octombrie 1964 de Observatorul Zijinshan.